# Más respeto, que soy tu madre 2
Más respeto, que soy tu madre 2 es una obra de teatro argentina basada en el libro homónimo de Hernán Casciari. La obra está dirigida por Antonio Gasalla y protagonizada por el mismo, Claudia Lapacó, Enrique Liporace, Nazareno Móttola, Alberto Martín, Esteban Pérez, Noelia Marzol y Sebastián Borras. En diciembre de 2015, se confirmó que la obra se reestrenaría el 7 de enero de 2016 con las incorporaciones de Virginia Magnago y Daniel Aráoz en reemplazo de Lapacó y Martín.

## Elenco
- Antonio Gasalla como Mirta González de Bertotti.
- Enrique Liporace como Zacarías Bertotti.
- Nazareno Mottola como Caio Bertotti.
- Esteban Pérez como Nacho Bertotti.
- Noelia Marzol como Sofía Bertotti.
- Sebastián Borras como Agustín.
- Virginia Magnago como Silvia.
- Daniel Aráoz como Jeremías Bertotti.

### Anteriores
- Claudia Lapacó como Silvia.
- Alberto Martín como Jeremías Bertotti.

## Críticas
La obra ha recibido críticas positivas y negativas, Verónica Pagés de LaNacion.com le dio una nota de regular: "Antonio Gasalla se vuelve a meter en la piel de Mirta González de Bertotti para seguir sacándole el jugo al libro de Hernán Casciari que tantas satisfacciones le dio durante las cinco temporadas en las que se cansó de trabajar a sala llena con la primera parte de la historia". Rodrigo Lussich de Rating Cero elogio las actuaciones de los actores: "Lo que generan los personajes que Gasalla comanda es el poder de la identificación, arma fundamental para generar la risa, la emoción y la complicidad del público".

## Premios y nominaciones
| Año  | Premiación      | Categoría                            | Receptor       | Resultado | Ref.  |
| ---- | --------------- | ------------------------------------ | -------------- | --------- | ----- |
| 2015 | Premios Notirey | Mejor Actriz protagonista en Comedia | Claudia Lapacó | Nominada  | [ 6 ] |
| 2015 | Premios Notirey | Revelación Femenina                  | Noelia Marzol  | Nominada  | [ 6 ] |